# Karl XII-firande i Uppsala
Karl XII-firande i Uppsala ägde rum till minne av Karl XII den 30 november i Uppsala första gången 1818, och årligen mellan 1830 och 1983.
1818 högtidlighölls hundraårsminnet av Karl XII:s död över hela Sverige. Firandet har kallats den första större icke-kyrkliga minnesfesten i landet. I Uppsala leddes firandet av historieprofessorn Erik Gustaf Geijer som författade minnesdikten Viken, tidens flyktiga minnen som arrangerades för fyrstämmig manskör av director musices Johann Christian Friedrich Haeffner.
Efter att kören Allmänna Sången grundats 1830 av Otto Fredrik Tullberg började Karl XII firas årligen av studenterna. Allmänna Sången fortsatte firandet till 1983.

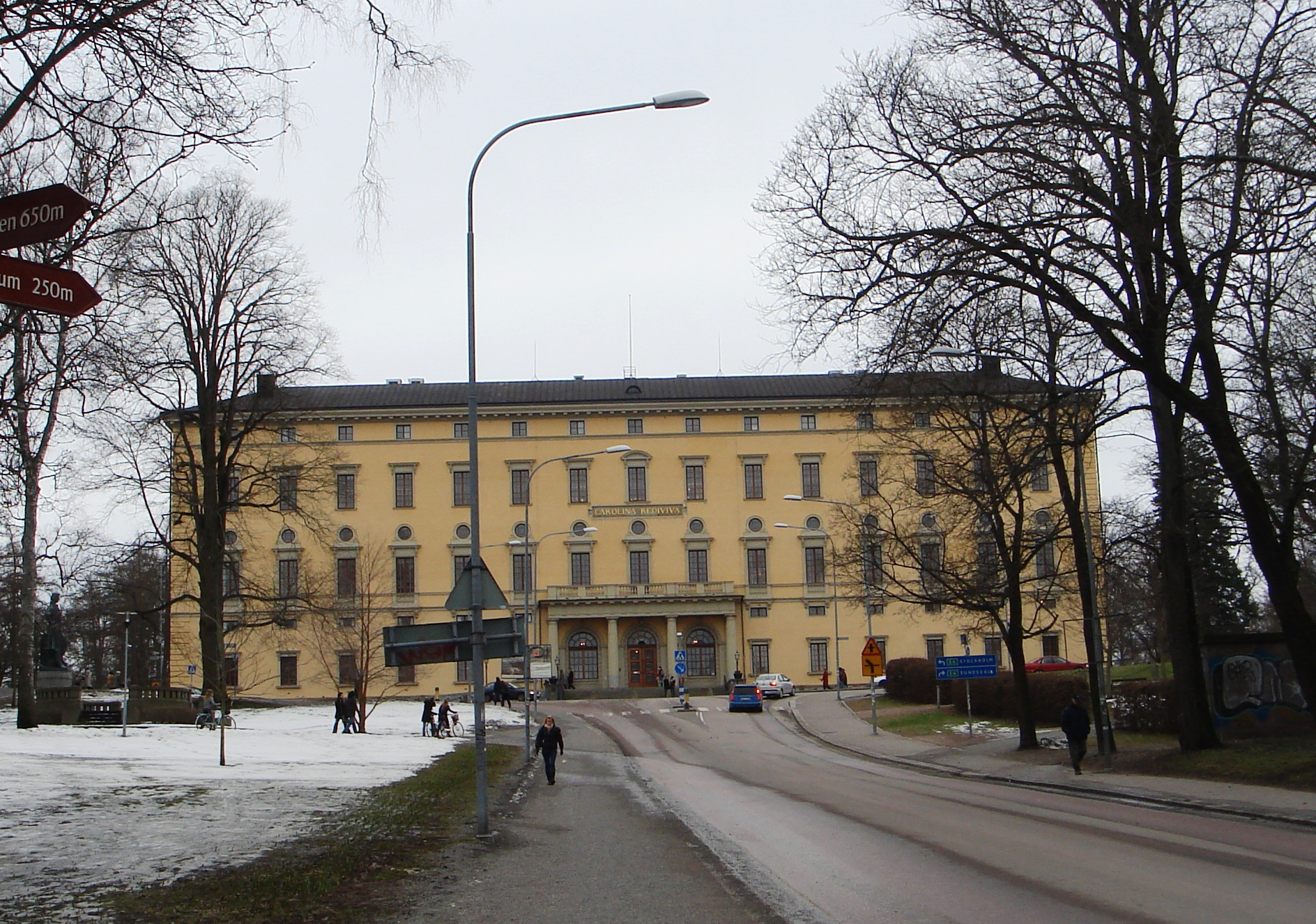
Universitetsbiblioteket Carolina Rediviva där fackeltåget inleddes.
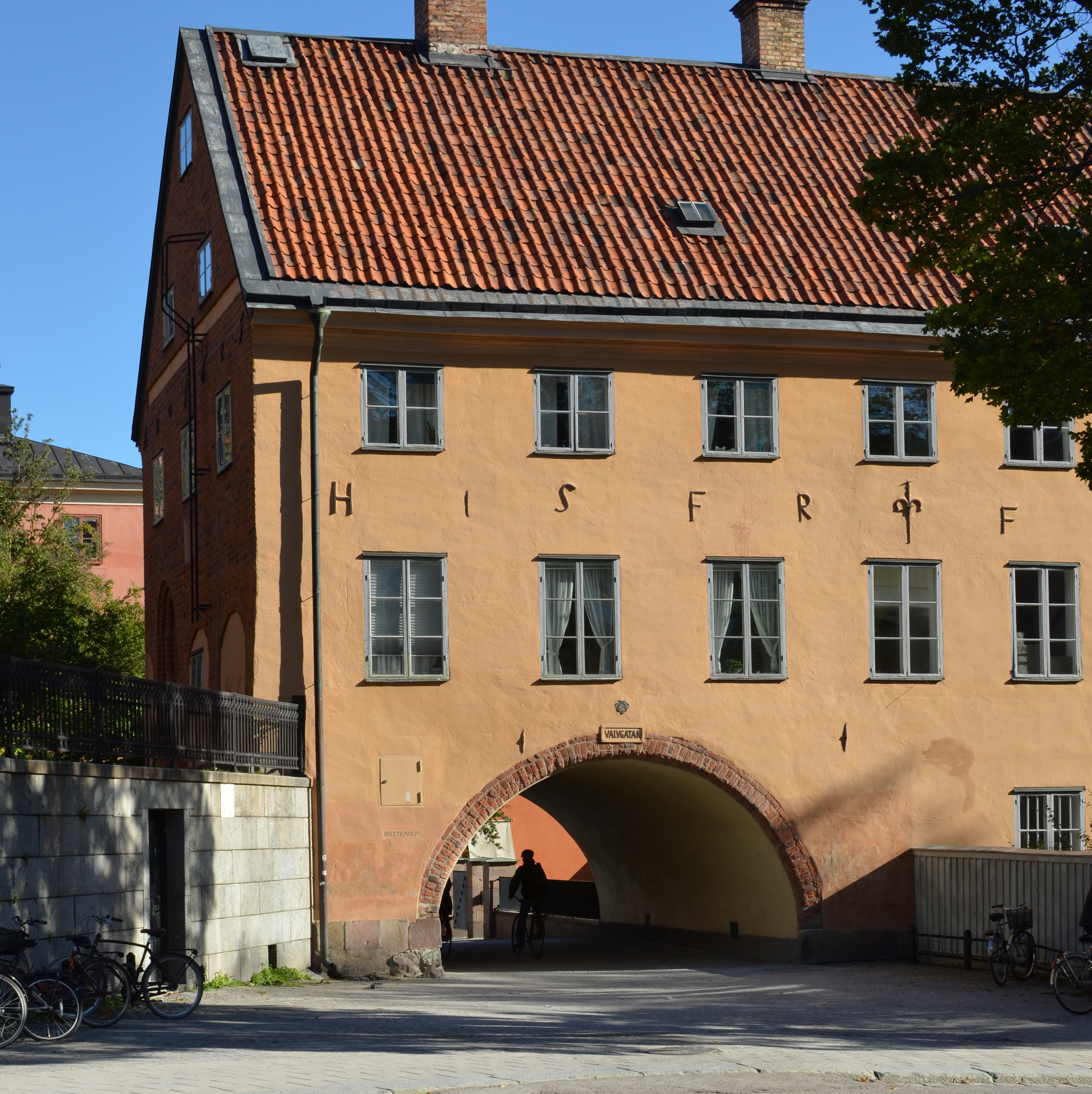
Skytteanska valvet där högtidstalet hölls.
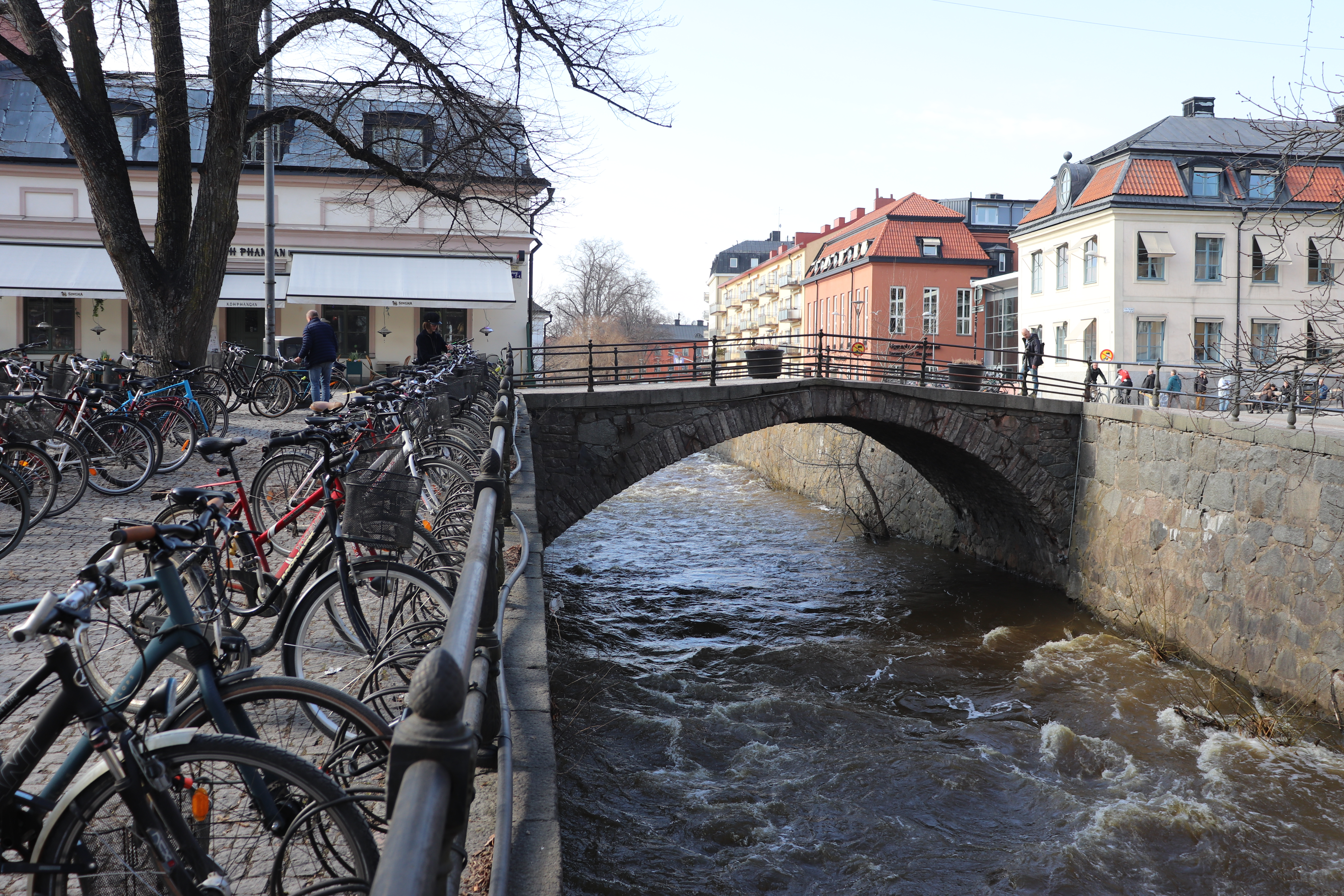
Dombron där fackeltåget avslutades genom att facklorna kastades i Fyrisån.